# Burma az 1988. évi nyári olimpiai játékokon
Burma a dél-koreai Szöulban megrendezett 1988. évi nyári olimpiai játékok egyik részt vevő nemzete volt. Az országot az olimpián 1 sportágban 2 sportoló képviselte, akik érmet nem szereztek.

## Atlétika
Női
| Versenyző      | Versenyszám | Előfutam   | Előfutam   | Előfutam   | Döntő         | Döntő         |
| Versenyző      | Versenyszám | Idő        | Hely.      | Össz.      | Idő           | Helyezés      |
| -------------- | ----------- | ---------- | ---------- | ---------- | ------------- | ------------- |
| Khin Khin Htwe | 1500 m      | 4:20,92    | 11.        | 23.        | kiesett       | kiesett       |
| Khin Khin Htwe | 3000 m      | 9:26,57    | 14.        | 29.        | kiesett       | kiesett       |
| Mar Mar Min    | 10 000 m    | nem indult | nem indult | nem indult | kiesett       | kiesett       |
| Mar Mar Min    | Maraton     |            |            |            | nem ért célba | nem ért célba |